# LED CHINA
Die LED CHINA ist die weltweit größte Fachmesse für LED-Produkte und findet seit 2005 jährlich in der chinesischen Stadt Guangzhou gleichzeitig zur Messe für Schilder SIGN CHINA statt.
Veranstalter ist UBM Trust, ein Joint Venture von UBM Asia, einer Tochter des an der Londoner Börse notierten B2B-Medienunternehmens UBM plc.
2012 erreichte die Messe mit 900 Ausstellern auf 70.000 Quadratmetern und 63.000 Besuchern neue Rekordausstellungszahlen. Es ist die einzige Messe in China, die sich auf das gesamte Spektrum im Bereich LED-Anwendungen (Beleuchtung, Displays, Chips) spezialisiert hat.